# Saison 1922-1923 des Sénateurs d'Ottawa
Autres saisons
Saison précédente Saison suivante
La saison 1922-1923 de hockey sur glace est la trente-huitième à laquelle participent les Sénateurs d'Ottawa.

## Classement
|                         | PJ | V  | D  | N | Pts | BP  | BC  |
| ----------------------- | -- | -- | -- | - | --- | --- | --- |
| Sénateurs d'Ottawa      | 24 | 14 | 8  | 2 | 30  | 106 | 84  |
| St. Patricks de Toronto | 24 | 13 | 10 | 1 | 27  | 98  | 97  |
| Canadiens de Montréal   | 24 | 12 | 11 | 1 | 25  | 88  | 94  |
| Tigers de Hamilton      | 24 | 7  | 17 | 0 | 14  | 88  | 105 |

## Meilleurs pointeurs
| Nom             | PJ | B  | A  | Pts | Pun |
| --------------- | -- | -- | -- | --- | --- |
| Cy Denneny      | 24 | 23 | 11 | 34  | 28  |
| George Boucher  | 24 | 14 | 9  | 23  | 58  |
| Eddie Gerard    | 23 | 6  | 13 | 19  | 12  |
| Frank Nighbor   | 22 | 11 | 7  | 18  | 14  |
| Punch Broadbent | 24 | 14 | 1  | 15  | 34  |
| Jack Darragh    | 24 | 6  | 9  | 15  | 10  |
| King Clancy     | 24 | 3  | 2  | 5   | 20  |
| Lionel Hitchman | 3  | 0  | 1  | 1   | 12  |
| Clint Benedict  | 24 | 0  | 0  | 0   | 2   |
| Harry Helman    | 24 | 0  | 0  | 0   | 5   |

## Saison régulière

### Décembre
| No | Date        | Visiteur                | Score | Domicile              | Fiche |
| -- | ----------- | ----------------------- | ----- | --------------------- | ----- |
| 1  | 16 décembre | Sénateurs d'Ottawa      | 3-4   | Tigers de Hamilton    | 0-1-0 |
| 2  | 20 décembre | St. Patricks de Toronto | 2-7   | Sénateurs d'Ottawa    | 1-1-0 |
| 3  | 23 décembre | Sénateurs d'Ottawa      | 3-0   | Canadiens de Montréal | 2-1-0 |
| 4  | 27 décembre | Canadiens de Montréal   | 2-2   | Sénateurs d'Ottawa    | 2-1-1 |
| 5  | 30 décembre | Tigers de Hamilton      | 1-4   | Sénateurs d'Ottawa    | 3-1-1 |

### Janvier
| No | Date       | Visiteur                | Score | Domicile                | Fiche |
| -- | ---------- | ----------------------- | ----- | ----------------------- | ----- |
| 6  | 3 janvier  | Sénateurs d'Ottawa      | 2-3   | St. Patricks de Toronto | 3-2-1 |
| 7  | 6 janvier  | St. Patricks de Toronto | 1-2   | Sénateurs d'Ottawa      | 4-2-1 |
| 8  | 10 janvier | Canadiens de Montréal   | 2-6   | Sénateurs d'Ottawa      | 5-2-1 |
| 9  | 13 janvier | Sénateurs d'Ottawa      | 1-8   | Tigers de Hamilton      | 5-3-1 |
| 10 | 17 janvier | Sénateurs d'Ottawa      | 1-2   | Canadiens de Montréal   | 5-4-1 |
| 11 | 20 janvier | Tigers de Hamilton      | 0-2   | Sénateurs d'Ottawa      | 6-4-1 |
| 12 | 24 janvier | Sénateurs d'Ottawa      | 1-2   | St. Patricks de Toronto | 6-5-1 |
| 13 | 27 janvier | Sénateurs d'Ottawa      | 6-5   | Tigers de Hamilton      | 7-5-1 |
| 14 | 31 janvier | St. Patricks de Toronto | 1-2   | Sénateurs d'Ottawa      | 8-5-1 |

### Février
| No | Date       | Visiteur                | Score | Domicile                | Fiche  |
| -- | ---------- | ----------------------- | ----- | ----------------------- | ------ |
| 15 | 3 février  | Sénateurs d'Ottawa      | 1-4   | Canadiens de Montréal   | 8-6-1  |
| 16 | 7 février  | Canadiens de Montréal   | 0-3   | Sénateurs d'Ottawa      | 9-6-1  |
| 17 | 10 février | Tigers de Hamilton      | 3-8   | Sénateurs d'Ottawa      | 10-6-1 |
| 18 | 14 février | Sénateurs d'Ottawa      | 4-6   | St. Patricks de Toronto | 10-7-1 |
| 19 | 17 février | Canadiens de Montréal   | 0-2   | Sénateurs d'Ottawa      | 11-7-1 |
| 20 | 21 février | St. Patricks de Toronto | 1-6   | Sénateurs d'Ottawa      | 12-7-1 |
| 21 | 24 février | Sénateurs d'Ottawa      | 5-1   | Tigers de Hamilton      | 13-7-1 |
| 22 | 28 février | Tigers de Hamilton      | 3-6   | Sénateurs d'Ottawa      | 14-7-1 |

### Mars
| No | Date   | Visiteur           | Score | Domicile                | Fiche  |
| -- | ------ | ------------------ | ----- | ----------------------- | ------ |
| 23 | 3 mars | Sénateurs d'Ottawa | 0-1   | Canadiens de Montréal   | 14-8-1 |
| 24 | 5 mars | Sénateurs d'Ottawa | 0-2   | St. Patricks de Toronto | 14-9-1 |

## Joueur

### Gardien de but
- Clint Benedict

### Défenseur
- Georges Boucher

- King Clancy

- Eddie Gerard

- Lionel Hitchman

### Attaquants
- Frank Nighbor

- Harry Broadbent

- Jack Darragh

- Cy Denneny

- Harry Helman